# Klubrádió
Klubrádió es una emisora de radio comercial de noticias y entrevistas con sede en Budapest, Hungría, considerada como la voz de oposición liberal-progresista, y que desde 2020 emite por Internet al no haberle renovado la licencia de emisión el Consejo Mediático, controlado por el primer ministro húngaro Viktor Orbán, en el poder desde 2010. En aquel momento contaba con medio millón de oyentes diarios.
Klubrádió comenzó a transmitir en abril de 1999, como la radio oficial del Auto Club Húngaro (HAC). Después de que HAC vendiera la estación a Monográf Zrt, la programación original del Auto Club cambió y el formato se transformó por completo en una estación de entrevistas y noticias.
En 2020, el Consejo Mediático, organismo de control de los medios de comunicación creado por Orbán y copado por miembros del partido de Orbán Fidesz, negó la renovación de la licencia de emisión a Klubrádió alegando «faltas en las regulaciones». Según el director de Klubrádió las supuestas infracciones incluían no haber rellenado correctamente un formulario o informar de que uno de sus programas duraba cuarenta y cinco minutos cuando, en realidad, eran cincuenta. En aquel momento alrededor del 90 por ciento de los medios húngaros estaba ya en manos del gobierno de Orbán o de empresarios afines y el 80 por ciento de los televidentes y oyentes radiofónicos solo recibían información procedente de ellos.